# Mindaugas Mizgaitis
Mindaugas Mizgaitis, född den 14 oktober 1979 i Kaunas, Litauen, är en litauisk brottare som tog OS-silver i supertungviktsbrottning i den grekisk-romerska klassen 2008 i Peking.